# Leon Isserlis
Leon Isserlis (ur. 1881, zm. 1966) – brytyjski statystyk pochodzący ze społeczności rosyjskich Żydów. Autor twierdzenia Isserlisa.

## Biografia
Urodził się w miejscowości Bohusław niedaleko Kijowa w ówczesnym Imperium Rosyjskim (teren dzisiejszej Ukrainy). Był potomkiem w linii męskiej Mojżesza ben Israela Isserlesa, sławnego rabina żyjącego w XVI wieku. W wieku 10 lat jego rodzina przeniosła się do Wielkiej Brytanii. Studiował matematykę na University College London, gdzie jego nauczycielem statystyki był Karl Pearson. Pracował jako statystyk w Izbie Żeglugi Morskiej (ang. Chamber of Shipping). 

## Nagrody i wyróżnienia
- Medal Guya (srebrny) - 1939 r.